# Circondario di Bougouni
Il circondario di Bougouni è un circondario del Mali facente parte della regione di Sikasso. Il capoluogo è Bougouni.

## Geografia antropica

### Suddivisioni amministrative
Il circondario di Bougouni è suddiviso in 26 comuni:
- Bladié-Tiémala
- Bougouni
- Danou
- Débélin
- Défina
- Dogo
- Domba
- Faradiélé
- Faragouaran
- Garalo
- Keleya
- Kokélé
- Kola

- Koumantou
- Kouroulamini
- Méridiéla
- Ouroun
- Sanso
- Sibirila
- Sido
- Syen Toula
- Tiémala-Banimonotié
- Wola
- Yinindougou
- Yiridougou
- Zantiébougou